# Cymus
Cymus is een geslacht van wantsen uit de familie bodemwantsen (Lygaeidae). Het geslacht werd voor het eerst wetenschappelijk beschreven door Carl Wilhelm Hahn in 1832.

## Soorten
Het genus bevat de volgende soorten:

- Cymus africanus Hamid, A., 1975
- Cymus angustatus Stål, 1874
- Cymus aurescens Distant, 1883
- Cymus bellus Van Duzee, 1909
- Cymus braziliensis Hamid, A., 1975
- Cymus californicus Hamid, 1975
- Cymus capeneri Hamid, A., 1975
- Cymus ceylonensis Hamid, A., 1975
- Cymus chinensis Hamid, 1975
- Cymus claviculus (Fallén, 1807)
- Cymus coriacipennis Stål, 1859
- Cymus dipus Germar, E.F., 1837
- Cymus discors Horvath, G., 1908
- Cymus drakei Slater, J.A., 1964
- Cymus elegans Josifov & Kerzhner, 1978
- Cymus ferrugineus Linnavuori, R., 1978
- Cymus foliaceus Motschulsky, V., 1859
- Cymus glandicolor Hahn, 1832
- Cymus gracilicornis Vidal, 1940
- Cymus guatemalanus Distant, 1893
- Cymus koreanus Josifov & Kerzhner, 1978
- Cymus luridus Stål, 1874
- Cymus marginatus Puton, A., 1895
- Cymus melanocephalus Fieber, 1861
- Cymus melanotylus (Ashlock, P.D., 1961)
- Cymus mexicanus Distant, W.L., 1882
- Cymus minutus Lindberg, 1939
- Cymus nigrofemoralis Hamid, 1975
- Cymus nocturnus Bergroth, E. & H. Schouteden, 1905
- Cymus novaezelandiae Woodward, 1954
- Cymus remanei Heiss & Péricart, 1999
- Cymus robustus Barber, 1924
- Cymus rufescens Hamid, A., 1975
- Cymus ruficornis Hamid, A., 1975
- Cymus simplex Horváth, 1882
- Cymus syrianensis Hamid, 1975
- Cymus tabaci Matsumura, 1910
- Cymus tripunctatus (Van Duzee, E.P., 1933)
- Cymus tumescens Zheng, 1981
- Cymus turcicus Matocq, 2000
- Cymus waelbroecki Bergroth, 1905